# Tóth Elemér (festő)
Tóth Elemér (Nagyecsed, 1974−) magyarországi cigány festőművész és grafikus.

## Életútja
Állami gondozásban nevelkedett, már nyolcéves korában elkezdett rajzolni, ekkor éppen Szőlősgyörökön nevelkedett. Autodidakta módon képezte magát, rendszeresen ismerkedett meg a stílusokkal. Gyakran járt ki a nagybányai művésztelepre, ahol fantáziatájképeket festett, amelyekbe belesűrítette saját és a cigányok életét, a boldogság utáni vágyat. A rajzolás, a festés elsajátításában segítségére volt Péli Tamás, Szentandrássy István, Szövényi András pedig a linómetszésre, anyagfuttatásra és a monotípia készítésére tanította. Kedvelt színei a lila és a kék, ezek a színek fejezik ki érzelemvilágát, melyben sok a bánat, az egyedüllét és a szorongás. 1995-ben nagy feltűnést keltett „A haldokló ló tánca” című alkotása, melyet a Cigányfesztivál alkalmából a Közép-európai Közgyűjtemény részeként állítottak ki a Néprajzi Múzeumban. A Feszty-körkép hatására Tóth Elemér is tervez egy körpanorámát a cigányok vándorlásairól. Képei számos csoportos kiállításon szerepelnek, 1999 szeptemberében volt önálló tárlata a Roma Parlament Társalgó Galériájában. Képeit őrzi a Romano Kher Képzőművészeti Közgyűjteménye. Időközben hajléktalanná vált, így gyakran dolgozik megrendelésre. A 2009-es Cigány Festészet című reprezentatív album közölte szakmai életrajzát és hat olajfestményét.

## A Cigány festészet című albumba beválogatott képei

### Fantázia tájképek
- Vágyódás (olaj, farost, 87x109 cm, 1993)
- Téli táj (olaj, farost, 101x70 cm, 1994)
- Szököttek (olaj, vászon, 98x58 cm, 1994)

### Szimbolikus alkotások
- Félelem (olaj, vászon, 40x50 cm, 1995)
- Vadló (olaj, farost, 80x60 cm, 1999)
- A szabadság szárnyai (olaj, vászon, 40x50 cm, 1999)[1]

## Kiállításai (válogatás)

### Egyéni
- 1999 • Rendíthetetlen XXI. század, Roma Parlament Társalgó Galériája, Budapest

### Csoportos
- 2007 • Mi arcunk : roma portréábrázolás, Balázs János Galéria, Budapest